# Rieutort-de-Randon
Rieutort-de-Randon is een plaats en voormalige gemeente in het Franse departement Lozère (regio Occitanie) en telt 646 inwoners (1999). DDe plaats maakt deel uit van het arrondissement Mende.

## Geschiedenis
Rieutort-de-Randon is op 1 januari 2019 gefuseerd met de gemeenten Estables, Saint-Amans, Servières en La Villedieu tot de gemeente Monts-de-Randon. 

## Geografie
De oppervlakte van Rieutort-de-Randon bedraagt 65,0 km², de bevolkingsdichtheid is 9,9 inwoners per km².
De onderstaande kaart toont de ligging van Rieutort-de-Randon met de belangrijkste infrastructuur en aangrenzende gemeenten.

## Demografie
Onderstaande figuur toont het verloop van het inwonertal.